# Totatiche
Totatiche est un village et une municipalité de l'État de Jalisco au Mexique.
La municipalité a 4 412 habitants en 2015.

## Géographie
La municipalité est située à 1 751 m d'altitude moyenne dans la région Nord du Jalisco. Elle est limitrophe de l'État de Zacatecas et se trouve à environ 220 km au nord de Guadalajara.
|                | (État de Zacatecas) | Colotlán            |
| Villa Guerrero | Totatiche           |                     |
| Chimaltitán    |                     | (État de Zacatecas) |

Le  nord-ouest de la municipalité est accidenté avec des reliefs de 1 500 à 2 700 m d'altitude. Les ressources naturelles comprennent des carrières ainsi que 10 300 ha de forêts où prédominent le chêne, le pin et le mezquite. La faune se compose de coyotes, tatous, tlacuaches, cerfs, lièvres, lapins, écureuils et autres espèces.
La municipalité appartient au bassin hydrographique « Lerma-Chapala-Santiago » qui débouche dans l'océan Pacifique. Les principales rivières de la municipalité sont
- le río Bolaños (es) qui sert de limite avec le Zacatecas au nord de la municipalité,
- son affluent le río Cartagena qui sert de limite avec Colotlán[2].

La température moyenne annuelle est de 17,9 °C. Les vents dominants viennent du nord. Les précipitations annuelles moyennes approchent 765 mm. Il pleut principalement en juin et juillet. Il y a 28 jours de gel par an en moyenne.

## Histoire
Le nom de Totatiche vient du mot Totatzintzin  qui signifie « lieu de nos parents révérés ».
Le territoire de la municipalité est habité à l'époque préhispanique par des tribus chichimèques Tepecanos (es), Caxcán (es) et Zacatecas (es).
Totatiche est fondée en avril 1595 par le capitaine Miguel Caldera (es) connu comme protecteur de la paix avec les Chichimèques.
Elle dépend de la paroisse de Colotlán jusqu'en 1755 puis devient une paroisse indépendante bien que peu peuplée. La population commence à augmenter à partir de 1730 du fait des ressources minières de Bolaños qui fait à cette époque partie du même territoire.
Au cours du XIXe siècle, le chef-lieu est déplacé de Totatiche à Bolaños, et inversement, pour revenir à Totatiche finalement en 1897. Cependant Totatiche et Mezquitic perdent leur autonomie en 1908 au profit de Colotlán. Elles deviendront plus tard [Quand ?] des municipalités.
La guerre des Cristeros fait de nombreuses victimes dans la région. En 1926, 17 personnes sont fusillées dans la municipalité même, au ranch de Cartagena. L'année suivante, le 25 mai 1927, le curé  de Totatiche Cristóbal Magallanes Jara (es) et le prêtre Agustín Caloca Cortés (es) sont exécutés à Colotlán.
En 2010, la municipalité compte 4 435 habitants pour une superficie de 542,98 km2. Toute la population est rurale. La municipalité comprend 56 localités dont les plus importantes sont Temastián (1 421 habitants) et le chef-lieu (1 323 habitants) suivies par La Mezquitera, Santa Rita et Agua Zarca avec 335, 263 et 131 habitants respectivement.
Au recensement de 2015, la population de la municipalité passe à 4 412 habitants.

## Points d'intérêt
La municipalité est connue pour
- ses paysages, notamment la cascade de Salto colorado à Totolco et la cascade de Salto de las coronas à Santa Lucia[4], ainsi que les montagnes et les forêts de Mina, Carrillo, La Calavera et Santa Cruz ;
- l'artisanat local de sandales huaraches, de selles, d'objets en bois, de céramiques, de textiles et de maroquinerie ;
- l'église de Totatiche dédiée à la Vierge du Rosaire, construite au XIXe siècle[1] ;
- la sculpture du Christ des rayons (en espagnol : Señor de los rayos, XIVe siècle) abritée dans le sanctuaire de Temastián construit au XXe siècle[1] ainsi que les arches en pierre rose à l'entrée de Temastián sur la route du sanctuaire[5] ;
- le musée consacré à Cristóbal Magallanes Jara (es), martyr de la guerre des Cristeros.

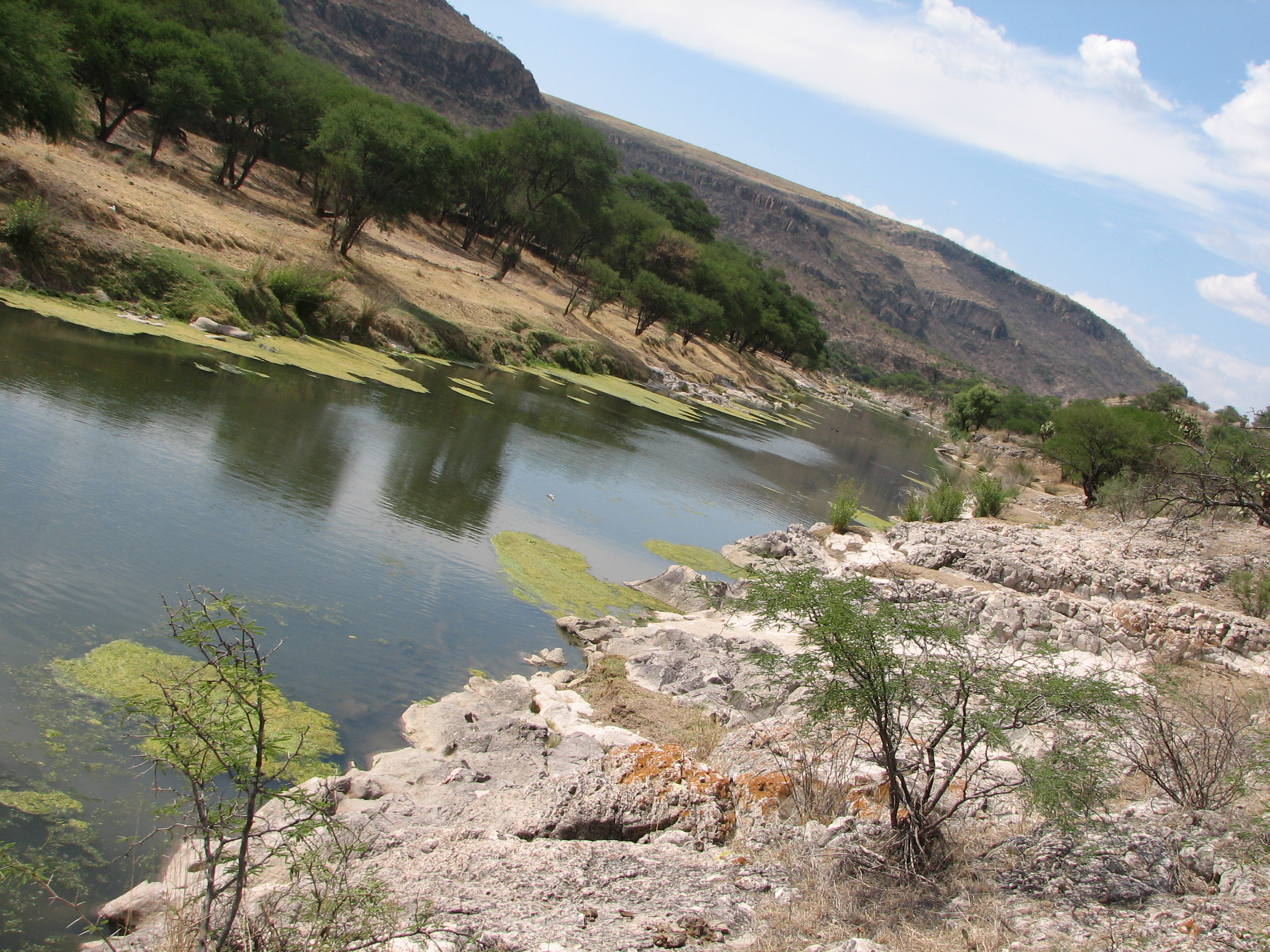
Rivière dans la municipalité.
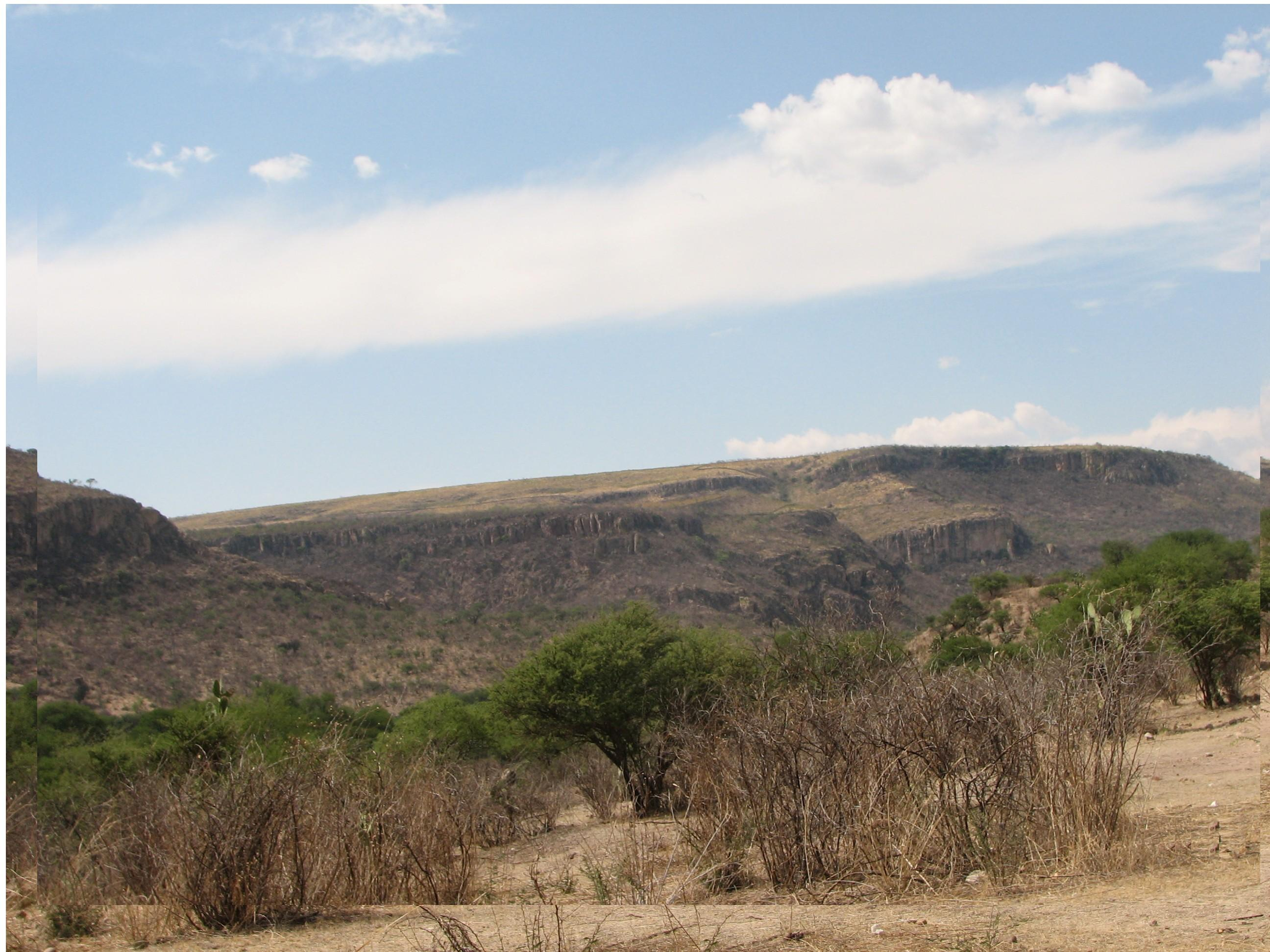
Paysage de montagnes.
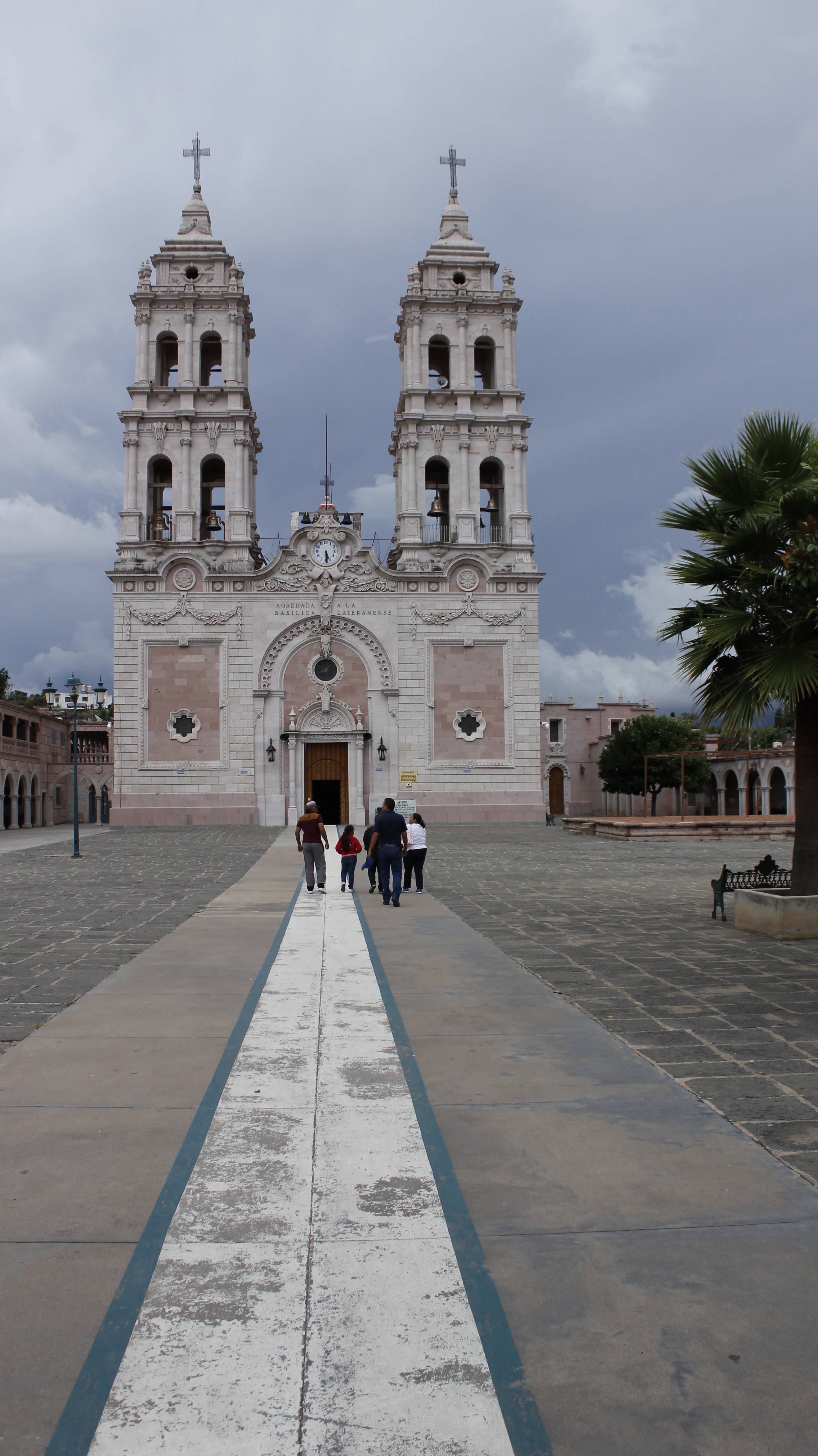
Santuario del Señor de los Rayos (es) à Temastián.